# Mfiondu Kabengele
Mfiondu Tshimanga Kabengele (ur. 14 sierpnia 1997 w Burlington) – kanadyjski koszykarz, kongijskiego pochodzenia, występujący na pozycji silnego skrzydłowego, od 2023 zawodnik AEK-u Ateny.
22 marca 2021 trafił w wyniku wymiany do Sacramento Kings. Cztery dni później został zwolniony. 10 kwietnia 2021 zawarł 10-dniową umowę z Cleveland Cavaliers. 21 kwietnia podpisał drugą, identyczną umowę z klubem. 1 maja przedłużył umowę z Cavaliers do końca sezonu. 12 października 2021 opuścił klub. 16 lipca 2022 podpisał umowę z Boston Celtics na występy zarówno w NBA, jak i zespole G-League – Maine Celtics.
13 sierpnia 2023 AEK-u Ateny.

## Osiągnięcia
Stan na 5 października 2023, na podstawie, o ile nie zaznaczono inaczej.
NCAA
- Uczestnik rozgrywek:
  - Elite 8 turnieju NCAA (2018)
  - Sweet 16 turnieju NCAA (2018, 2019)
- Najlepszy rezerwowy konferencji Atlantic Coast (ACC – 2019)
- Zaliczony do:
  - I składu:
    - ACC Academic Basketball (2018)
    - turnieju ACC (2019)

  - składu honorable mention All-ACC (2019)

Drużynowe
- Mistrz G-League (2022)
- Zaliczony do:
  - I składu defensywnego G-League (2023)
  - II składu G-League (2023)